# Sunita Chaudhary
Sunita Chaudhary (geb. um 1976) ist eine indische Taxifahrerin und Delhis erste Autorikschafahrerin unter 55.000 männlichen Kollegen.
Aufgewachsen in einem Dorf in der Nähe von Meerut im Bundesstaat Uttar Pradesh und dort im Alter von 12 Jahren verheiratet, flüchtete sie nach Misshandlungen und einem Mordversuch im Alter von 14 Jahren schwanger nach Delhi in ein Waisenhaus. Ihr zwei Monate später dort zur Welt gebrachtes Kind starb. Die folgenden Jahre arbeitete sie als Putzfrau und in einem Gesundheitszentrum. Nachdem sie als Passagier einer Autorikscha einen Verletzten von der Straße ins Krankenhaus mitgenommen hatte, kam ihr die Idee, selbst als Tuktuk-Fahrerin zu arbeiten.
Nach vielen bürokratischen Schwierigkeiten erhielt sie ihre Lizenz und fuhr zunächst mit einer gemieteten Rikscha, für die sie drei Viertel ihres Tagesverdienstes aufwenden musste. Ein Kredit- und Zuschussprogramm im Jahr 2010 ermöglichte ihr den Kauf eines eigenen Gefährts. Eine von ihr gegründete Fahrschule soll weiteren Frauen die gleiche Verdienstmöglichkeit eröffnen.
Im Jahr 2003 kandidierte sie für das Parlament (Vidhan Sabha) von Delhi, 2012 für die Wahlen zum Vizepräsidenten Indiens und 2014 für die Wahl zur Lok Sabha.